# Егоровка (Знаменский район)
Егоровка — деревня в Знаменском районе Тамбовской области России. Входит в состав Покрово-Марфинского сельсовета.

## География
Деревня находится в центральной части Тамбовской области, в лесостепной зоне, к востоку от автодороги Р193, на расстоянии примерно 22 километров (по прямой) к западу от Знаменки, административного центра района. Абсолютная высота — 167 метров над уровнем моря.

### Климат
Климат характеризуется как умеренно континентальный, относительно сухой, с тёплым летом и холодной продолжительной зимой. Среднегодовое количество осадков составляет около 550 мм, из которых большая часть выпадает в тёплый период. Снежный покров устанавливается в середине декабря и держится в течение 138 дней.

### Часовой пояс
Деревня Егоровка, как и вся Тамбовская область, находится в часовой зоне МСК (московское время). Смещение применяемого времени относительно UTC составляет +3:00.

## История
В 1975 году Решением исполкома областного Совета от 11 февраля 1975 г. № 91 в черту Егоровки вошла деревня Алексеевка 3-я (Муравьёв, Николай Васильевич. Трагедия тамбовской деревни / Н. В. Муравьев ; Арх. отд. Тамбовской обл., Гос. учреждение «Центр документации новейшей истории Тамбовской обл.». — Тамбов : Тамбовская тип. «Пролетарский светоч», 2004. — 129, [1] с. С.20).

## Население
| 2010 |
| ---- |
| 75   |

### Половой состав
По данным Всероссийской переписи населения 2010 года в гендерной структуре населения мужчины составляли 48 %, женщины — соответственно 52 %.

### Национальный состав
Согласно результатам переписи 2002 года, в национальной структуре населения русские составляли 99 % из 97 чел.